# جايسون ستيفنز
جايسون ستيفنز (بالإنجليزية: Jason Stephens)‏ هو شخصية أعمال ومنتج أفلام أمريكي، ولد في 1975.